# Curtis Malloch
Curtis Malloch est un homme politique canadien. Il représente la circonscription de Charlotte-Campobello de 2010 à 2014.

## Biographie
Résident de Campobello, Curtis Malloch a obtenu sa certification de capitaine au Collège communautaire du Nouveau-Brunswick à Saint Andrews. Il pratique le métier de pêcheur depuis 20 ans. Il a été membre de la Campobello Fishermen Association, pompier volontaire et membre du bureau de direction du foyer de soins local. Militant actif au sein du Parti progressiste-conservateur, il a participé à l'organisation de plusieurs campagnes politiques locales.